# Prvenstvo Jugoslavije u velikom rukometu
Prvenstvo Jugoslavije u velikom rukometu za muškarce se održavalo između 1948. i 1958. godine. S vremenom se veliki rukomet prestao igrati, pa je zamijenjen prvenstvom u rukometu.

## Popis prvaka i doprvaka
| godina                         | prvak                          | doprvak                        |
| Prvenstvo za gradske selekcije | Prvenstvo za gradske selekcije | Prvenstvo za gradske selekcije |
| ------------------------------ | ------------------------------ | ------------------------------ |
| 1948.                          | Zagreb                         | Sarajevo                       |
| Prvenstvo za klubove           |                                |                                |
| 1949.                          | Zagreb                         | Milicioner Sarajevo            |
| 1950.                          | Milicioner Sarajevo            | Meteor Zagreb                  |
| 1951.                          | Milicioner Sarajevo            | Dinamo Pančevo                 |
| 1952.                          | Milicioner Sarajevo            | Zagreb                         |
| 1953.                          | 20. Oktobar Sarajevo           | Železničar Niš                 |
| 1954.                          | Zagreb                         | Železničar Niš                 |
| 1955.                          | Dinamo Pančevo                 | Zagreb                         |
| 1956.                          | Zagreb                         | Dinamo Pančevo                 |
| 1957.                          | Dinamo Pančevo                 | Zagreb                         |
| 1958.                          | Bosna Sarajevo                 | Železničar Beograd             |

## Poveznice
- Prvenstvo Jugoslavije u rukometu
- Prvenstvo Hrvatske u velikom rukometu
- Prvenstvo Jugoslavije u velikom rukometu za žene